# Vadim Gutzeit
Vadim Markóvich Gutzeit (en ucraniano: Вадим Маркович Гутцайт; Kiev, 6 de octubre de 1971) es un político y deportista ucraniano que compitió para la Unión Soviética en esgrima, especialista en la modalidad de sable. Fue campeón olímpico en Barcelona 1992.

## Trayectoria
Participó en tres Juegos Olímpicos de Verano, obteniendo una medalla de oro en Barcelona 1992, en la prueba por equipos (junto con Grigori Kiriyenko, Alexandr Shirshov, Gueorgui Pogosov y Stanislav Pozdniakov), el sexto lugar en Atlanta 1996 (individual) y el sexto en Sídney 2000 (por equipos).
Ganó dos medallas en el Campeonato Mundial de Esgrima de 1991, plata en la prueba por equipos y bronce en la individual.
En 1993 se graduó en la Universidad Nacional de Educación Física y Deportes de Ucrania. De 2002 a 2010 trabajó de entrenador jefe del equipo ucraniano de esgrima. De 2017 a 2023 fue presidente de la Federación Ucraniana de Esgrima. Entre 2020 y 2023 ejerció el cargo de ministro de Juventud y Deportes de Ucrania. En noviembre de 2022 fue elegido presidente del Comité Olímpico Nacional de Ucrania.
En 2012 fue condecorado con la Orden al Mérito de primer grado.

## Palmarés internacional
| Representando a la URSS           |                    |                   |                   |
| Campeonato Mundial                |                    |                   |                   |
| Año                               | Lugar              | Medalla           | Prueba            |
| 1991                              | Budapest (Hungría) | Medalla de plata  | Sable por equipos |
| 1991                              | Budapest (Hungría) | Medalla de bronce | Sable individual  |
| Representando al Equipo Unificado |                    |                   |                   |
| Juegos Olímpicos                  |                    |                   |                   |
| Año                               | Lugar              | Medalla           | Prueba            |
| 1992                              | Barcelona (España) | Medalla de oro    | Sable por equipos |